# Graphium polistratus
Graphium polistratus is een vlinder uit de familie van de pages (Papilionidae). De wetenschappelijke naam van de soort is voor het eerst geldig gepubliceerd in 1889 door Henley Grose-Smith.